# Japanische Fußballnationalmannschaft (U-20-Männer)
Die japanische U-20-Fußballnationalmannschaft ist eine Auswahlmannschaft japanischer Fußballspieler. Sie unterliegt der Japan Football Association und repräsentiert sie international auf U-20-Ebene, etwa in Freundschaftsspielen gegen die Auswahlmannschaften anderer nationaler Verbände oder bei der U-20-Fußball-Weltmeisterschaft.
Die Mannschaft wurde 1999 in Nigeria Vize-Weltmeister und erreichte drei Mal das WM-Viertelfinale (1995, 1997 und 2003).
Sie konnte sich 2007 zum bisher letzten Mal für die WM qualifizieren.

## Teilnahme an U20-Fußballweltmeisterschaften
| 1977 | nicht qualifiziert |
| 1979 | Vorrunde           |
| 1981 | nicht qualifiziert |
| 1983 | nicht qualifiziert |
| 1985 | nicht qualifiziert |
| 1987 | nicht qualifiziert |
| 1989 | nicht qualifiziert |
| 1991 | nicht qualifiziert |
| 1993 | nicht qualifiziert |
| 1995 | Viertelfinale      |
| 1997 | Viertelfinale      |
| 1999 | 2. Platz           |
| 2001 | Vorrunde           |
| 2003 | Viertelfinale      |
| 2005 | Achtelfinale       |
| 2007 | Achtelfinale       |
| 2009 | nicht qualifiziert |
| 2011 | nicht qualifiziert |
| 2013 | nicht qualifiziert |
| 2015 | nicht qualifiziert |
| 2017 | Achtelfinale       |
| 2019 | Achtelfinale       |

## Trainer
- 1959–0000: Hidetoki Takahashi
- 1960–0000: Toshio Iwatani
- 1961–0000: Shun’ichirō Okano
- 1962–1963: Takashi Mizuno
- 1964–0000: Toshio Asami
- 1965–0000: Ryūzō Hiraki
- 1966–0000: Reizō Fukuhara
- 1967–1969: Ryūzō Hiraki
- 1970–0000: Shigeo Yaegashi
- 1971–0000: Kenzō Ōhashi
- 1972–0000: Teruyuki Matsuda
- 1973–0000: Masashi Watanabe
- 1974–0000: Yōji Mizuguchi
- 1975–0000: Mitsuo Kamata
- 1976–1979: Ikuo Matsumoto
- 1980–0000: Gyōji Matsumoto
- 1981–1984: Shintarō Okamura
- 1985–1986: Ikuo Matsumoto
- 1987–1988: Shintarō Okamura
- 1989–1990: Yoshikazu Nagai
- 1991–1992: Akira Nishino
- 1993–1995: Kōji Tanaka
- 1996–1997: Masakuni Yamamoto
- 1998–0000: Eijun Kiyokumo
- 1999–0000: Philippe Troussier
- 2000–2001: Akihiro Nishimura
- 2002–2005: Kiyoshi Ōkuma
- 2006–2007: Yasushi Yoshida
- 2007–2008: Tatsuya Makiuchi
- 2009–2010: Keiichirō Nuno
- 2011–2012: Yasushi Yoshida
- 2013–2014: Masakazu Suzuki
- 2015–0000: Atsushi Uchiyama

## Spieler

### 1979
- FIFA

Trainer: Ikuo Matsumoto
| Nr.        | Spieler             | Geburtsdatum |
| Tor        | Tor                 | Tor          |
| ---------- | ------------------- | ------------ |
| 1          | Yasuhito Suzuki     | 19.12.1959   |
| 12         | Satoshi Yamaguchi   | 01.08.1959   |
| Abwehr     |                     |              |
| 2          | Hisashi Kaneko      | 12.09.1959   |
| 3          | Takeshi Koshida     | 19.10.1960   |
| 4          | Masaaki Yanagishita | 01.01.1960   |
| 5          | Toshihiko Okimune   | 07.09.1959   |
| 6          | Kuniharu Nakamoto   | 29.10.1959   |
| 7          | Makoto Sugiyama     | 17.05.1960   |
| Mittelfeld |                     |              |
| 8          | Shinji Tanaka       | 25.09.1960   |
| 9          | Satoshi Miyauchi    | 26.11.1959   |
| 13         | Atsushi Natori      | 12.11.1961   |
| 14         | Yahiro Kazama       | 16.10.1961   |
| 16         | Takashi Mizunuma    | 28.05.1960   |
| 17         | Kazuo Ozaki         | 07.03.1960   |
| Angriff    |                     |              |
| 10         | Jun Suzuki          | 17.08.1961   |
| 11         | Sadahiro Takahashi  | 07.01.1959   |
| 15         | Shigeru Sarusawa    | 30.01.1960   |
| 18         | Kōichi Hashiratani  | 01.03.1961   |

### 1995
- FIFA

Trainer: Kōji Tanaka
| Nr.        | Spieler            | Geburtsdatum |
| Tor        | Tor                | Tor          |
| ---------- | ------------------ | ------------ |
| 1          | Seiji Honda        | 25.02.1976   |
| 18         | Takashi Shimoda    | 28.11.1975   |
| Abwehr     |                    |              |
| 2          | Tadahiro Akiba     | 13.10.1975   |
| 3          | Kensaku Ōmori      | 21.11.1975   |
| 4          | Ryūzō Morioka      | 07.10.1975   |
| 5          | Naoki Matsuda      | 14.03.1977   |
| 6          | Nobuhisa Yamada    | 10.09.1975   |
| 12         | Takahiro Yamanishi | 02.04.1976   |
| 13         | Shigenori Hagimura | 31.07.1976   |
| 16         | Kazuhiro Suzuki    | 16.11.1976   |
| Mittelfeld |                    |              |
| 7          | Kōji Kumagai       | 23.10.1975   |
| 8          | Shinji Ōtsuka      | 29.12.1975   |
| 10         | Suguru Itō         | 07.09.1975   |
| 15         | Hidetoshi Nakata   | 22.01.1977   |
| 17         | Daisuke Oku        | 07.02.1976   |
| Angriff    |                    |              |
| 9          | Sōtarō Yasunaga    | 20.04.1976   |
| 11         | Susumu Ōki         | 23.02.1976   |
| 14         | Mitsunori Yabuta   | 02.05.1976   |

### 1997
- FIFA

Trainer: Masakuni Yamamoto
| Nr.        | Spieler             | Geburtsdatum |
| Tor        | Tor                 | Tor          |
| ---------- | ------------------- | ------------ |
| 1          | Kiyomitsu Kobari    | 12.06.1977   |
| 18         | Yūta Minami         | 30.09.1979   |
| Abwehr     |                     |              |
| 2          | Kei Mikuriya        | 29.08.1977   |
| 3          | Masaharu Nishi      | 29.05.1977   |
| 4          | Kazuyuki Toda       | 30.12.1977   |
| 5          | Tsuneyasu Miyamoto  | 07.02.1977   |
| 14         | Masahiro Koga       | 08.09.1978   |
| Mittelfeld |                     |              |
| 6          | Shinji Jōjō         | 28.08.1977   |
| 7          | Tomokazu Myōjin     | 24.01.1978   |
| 8          | Nozomi Hiroyama     | 06.05.1977   |
| 12         | Satoshi Yamaguchi   | 17.04.1978   |
| 13         | Harutaka Ōno        | 12.05.1978   |
| 16         | Shunsuke Nakamura   | 24.06.1978   |
| 17         | Michiyasu Osada     | 05.03.1978   |
| Angriff    |                     |              |
| 9          | Kenji Fukuda        | 21.10.1977   |
| 10         | Atsushi Yanagisawa  | 27.05.1977   |
| 11         | Yoshiteru Yamashita | 21.11.1977   |
| 15         | Yūichirō Nagai      | 14.02.1979   |

### 1999
- FIFA

Trainer: Philippe Troussier
| Nr.        | Spieler           | Geburtsdatum |
| Tor        | Tor               | Tor          |
| ---------- | ----------------- | ------------ |
| 1          | Tatsuya Enomoto   | 16.03.1979   |
| 18         | Yūta Minami       | 30.09.1979   |
| Abwehr     |                   |              |
| 2          | Kazuki Teshima    | 07.06.1979   |
| 3          | Shigeki Tsujimoto | 23.06.1979   |
| 4          | Tatsuya Ishikawa  | 25.12.1979   |
| 5          | Akira Kaji        | 13.01.1980   |
| 17         | Hideyuki Ujiie    | 23.02.1979   |
| Mittelfeld |                   |              |
| 6          | Jun’ichi Inamoto  | 18.09.1979   |
| 7          | Tomoyuki Sakai    | 29.06.1979   |
| 8          | Mitsuo Ogasawara  | 05.04.1979   |
| 10         | Masashi Motoyama  | 20.06.1979   |
| 11         | Yasuhito Endō     | 28.01.1980   |
| 12         | Kōji Nakata       | 09.07.1979   |
| 13         | Shinji Ono        | 27.09.1979   |
| Angriff    |                   |              |
| 9          | Naohiro Takahara  | 04.06.1979   |
| 14         | Yūichirō Nagai    | 14.02.1979   |
| 15         | Yasunori Takada   | 22.02.1979   |
| 16         | Ryūji Bando       | 02.08.1979   |

### 2001
- FIFA

Trainer: Akihiro Nishimura
| Nr.        | Spieler           | Geburtsdatum |
| Tor        | Tor               | Tor          |
| ---------- | ----------------- | ------------ |
| 1          | Yōsuke Fujigaya   | 13.02.1981   |
| 18         | Takaya Kurokawa   | 07.04.1981   |
| Abwehr     |                   |              |
| 2          | Shōhei Ikeda      | 27.04.1981   |
| 3          | Sōta Nakazawa     | 26.10.1982   |
| 5          | Kenji Haneda      | 01.12.1981   |
| 6          | Yūichi Komano     | 25.07.1981   |
| 19         | Daisuke Nasu      | 10.10.1981   |
| Mittelfeld |                   |              |
| 7          | Takeshi Aoki      | 28.09.1982   |
| 8          | Kazuyuki Morisaki | 09.05.1981   |
| 10         | Naohiro Ishikawa  | 12.05.1981   |
| 12         | Shunta Nagai      | 12.07.1982   |
| 13         | Kōji Yamase       | 22.09.1981   |
| 16         | Kōji Morisaki     | 09.05.1981   |
| Angriff    |                   |              |
| 9          | Yutaka Tahara     | 27.04.1982   |
| 11         | Hisato Satō       | 12.03.1982   |
| 14         | Ryōichi Maeda     | 09.10.1981   |
| 15         | Kazuki Hiramoto   | 18.08.1981   |
| 17         | Kazunori Iio      | 23.02.1982   |

### 2003
- FIFA

Trainer: Kiyoshi Ōkuma
| Nr.        | Spieler          | Geburtsdatum |
| Tor        | Tor              | Tor          |
| ---------- | ---------------- | ------------ |
| 1          | Eiji Kawashima   | 20.03.1983   |
| 12         | Masahiro Okamoto | 17.05.1983   |
| Abwehr     |                  |              |
| 3          | Makoto Kakuda    | 10.07.1983   |
| 5          | Mitsuru Nagata   | 06.04.1983   |
| 13         | Naoya Kondō      | 03.10.1983   |
| 16         | Yūzō Kurihara    | 18.09.1983   |
| Mittelfeld |                  |              |
| 2          | Yūhei Tokunaga   | 25.09.1983   |
| 4          | Naoya Kikuchi    | 24.11.1984   |
| 6          | Yasuyuki Konno   | 25.01.1983   |
| 7          | Shō Naruoka      | 31.05.1984   |
| 8          | Daigo Kobayashi  | 19.02.1983   |
| 14         | Satoru Yamagishi | 03.05.1983   |
| 15         | Norio Suzuki     | 14.02.1984   |
| 18         | Tatsuya Yazawa   | 03.10.1984   |
| 20         | Kei Yamaguchi    | 11.06.1983   |
| Angriff    |                  |              |
| 9          | Hiroto Mogi      | 02.03.1984   |
| 10         | Daisuke Sakata   | 16.01.1983   |
| 11         | Yūtarō Abe       | 05.10.1984   |
| 17         | Yūji Unozawa     | 03.05.1983   |
| 19         | Sōta Hirayama    | 06.06.1985   |

### 2005
- FIFA

Trainer: Kiyoshi Ōkuma
| Nr.        | Spieler             | Geburtsdatum |
| Tor        | Tor                 | Tor          |
| ---------- | ------------------- | ------------ |
| 1          | Ken’ya Matsui       | 10.09.1985   |
| 18         | Kaito Yamamoto      | 10.07.1985   |
| 21         | Shūsaku Nishikawa   | 18.06.1986   |
| Abwehr     |                     |              |
| 2          | Hiroki Mizumoto     | 12.09.1985   |
| 3          | Mitsuyuki Yoshihiro | 04.05.1985   |
| 4          | Yūzō Kobayashi      | 15.11.1985   |
| 5          | Tatsuya Masushima   | 22.04.1985   |
| 12         | Kōki Mizuno         | 06.09.1985   |
| 16         | Tomokazu Nagira     | 17.10.1985   |
| 17         | Akihiro Ienaga      | 13.06.1986   |
| Mittelfeld |                     |              |
| 6          | Masahiko Inoha      | 28.08.1985   |
| 7          | Yōhei Kajiyama      | 24.09.1985   |
| 8          | Hokuto Nakamura     | 10.07.1985   |
| 10         | Shingō Hyōdō        | 29.07.1985   |
| 13         | Takuya Kokeguchi    | 13.07.1985   |
| 15         | Keisuke Funatani    | 07.01.1986   |
| Angriff    |                     |              |
| 9          | Sōta Hirayama       | 06.06.1985   |
| 11         | Robert Cullen       | 07.06.1985   |
| 14         | Keisuke Honda       | 13.06.1986   |
| 19         | Shunsuke Maeda      | 09.06.1986   |
| 20         | Takayuki Morimoto   | 07.05.1988   |

### 2007
- FIFA

Trainer: Yasushi Yoshida
| Nr.        | Spieler            | Geburtsdatum |
| Tor        | Tor                | Tor          |
| ---------- | ------------------ | ------------ |
| 1          | Akihiro Hayashi    | 07.05.1987   |
| 18         | Yōhei Takeda       | 30.06.1987   |
| 21         | Kazushige Kirihata | 30.06.1987   |
| Abwehr     |                    |              |
| 2          | Atsuto Uchida      | 27.03.1988   |
| 3          | Michihiro Yasuda   | 20.12.1987   |
| 4          | Yōhei Fukumoto     | 12.04.1987   |
| 5          | Tomoaki Makino     | 11.05.1987   |
| 13         | Masaki Yanagawa    | 01.05.1987   |
| 17         | Kōsuke Ōta         | 23.07.1987   |
| 20         | Shinji Kagawa      | 17.03.1989   |
| Mittelfeld |                    |              |
| 6          | Masato Morishige   | 21.05.1987   |
| 7          | Tsukasa Umesaki    | 23.02.1987   |
| 8          | Atomu Tanaka       | 04.10.1987   |
| 10         | Yōsuke Kashiwagi   | 15.12.1987   |
| 15         | Jun Aoyama         | 03.01.1988   |
| 16         | Seiya Fujita       | 02.06.1987   |
| 19         | Ryūichi Hirashige  | 15.06.1988   |
| Angriff    |                    |              |
| 9          | Kazuhisa Kawahara  | 29.01.1987   |
| 11         | Mike Havenaar      | 20.05.1987   |
| 12         | Yasuhito Morishima | 18.09.1987   |
| 14         | Kōta Aoki          | 27.04.1987   |